# MGR-3 Little John
Le MGR-3 Little John est un système de missile balistique conçu et mis en service par l’US Army pendant les années 1950 et 1960. Il était fabriqué par la Douglas Aircraft Company.

## Description
La trajectoire du missile balistique, le XM51, était stabilisée par des ailerons jusqu'à son point d'impact. La XM51 était composée d'une ogive, d'un moteur-fusée et d'une étage d'allumage. Les composants étaient expédiés dans des conteneurs séparés et assemblés par l'utilisateur final.
Lancé depuis la rampe de lancement mobile XM34, le XM51 pouvait emporter une ogive nucléaire ou une ogive explosive conventionnelle. Le missile fut conçu principalement pour appuyer les assauts aéroportés et complétait le MGR-1 Honest John, missile auto-propulsé plus lourd.
Le Little John diffère du missile Honest John par la taille et la méthode de stabilisation en vol. Le vol du Honest John est stabilisé par une rotation imprimée à la fusée après qu'elle a quitté le sol. Le vol du Little John est stabilisé en appliquant une rotation avant son lancement : c'est la « rotation sur rail droit »,.
Le missile et la rampe de lancement étaient suffisamment légers pour pouvoir être transportés par hélicoptère (ou un aéronef) ou tractés par un véhicule routier.

## Histoire

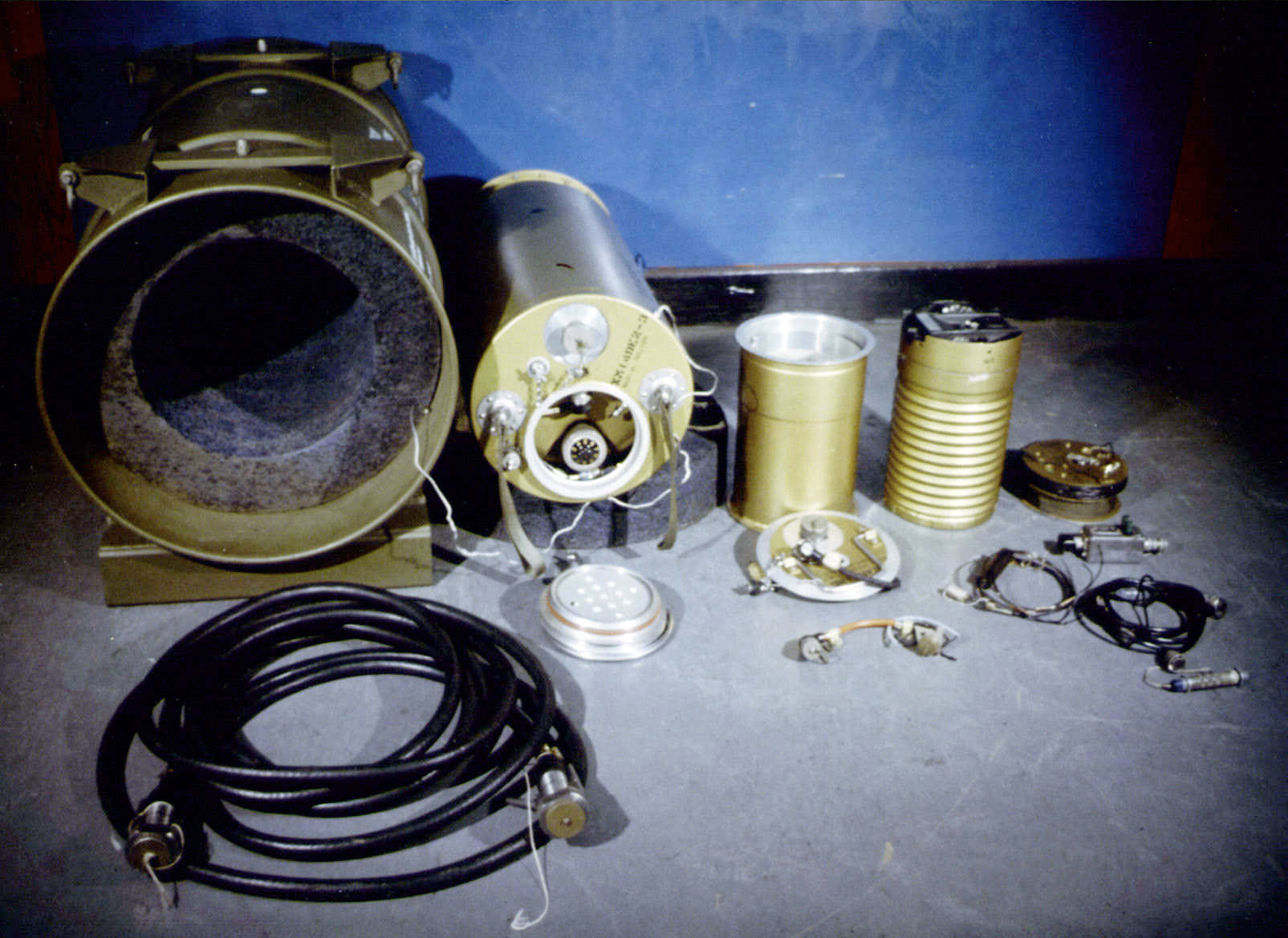
Les composants de la munition atomique intermédiaire de démolition. L'ogive W45 est à la droite de l'étui circulaire.

Son développement a débuté au laboratoire sur la base du Redstone Arsenal appartenant à l'Army Ballistic Missile Agency en juin 1955. C'est en juin 1956 que le premier tir du XM47 Little John fut effectué. Il fut mis en service en novembre 1961 et le resta jusqu'en août 1969,.
La deuxième version du système Little John fut initialement déployée à Okinawa au Japon.
Le système fut retiré du service à partir de juillet 1967, le dernier missile étant officiellement retiré du service en 1970. Cinq cents missiles furent fabriqués pendant la durée du programme.

### Traductions de
1. ↑  (en) « spin-on-straight-rail » (SOSR)